# Primera División de Chipre 2017-18
La temporada 2017-18 es la temporada 79.ª de la Primera División de Chipre la máxima categoría del fútbol profesional chipriota. La temporada comenzó el 19 de agosto de 2017 y terminó el 13 de mayo de 2018. APOEL Nicosia es el defensor del título.

## Ascensos y descensos
| Pos. | Descendidos de la Primera División de Chipre 2016-17 |
| ---- | ---------------------------------------------------- |
| 12.º | Karmiotissa Polemidion                               |
| 13.º | AEZ Zakakiou                                         |
| 14.º | Anagennisi Dherynia                                  |

| Pos. | Ascendidos de Segunda División de Chipre 2016-17 |
| ---- | ------------------------------------------------ |
| 1.º  | Alki Oroklini                                    |
| 2.º  | Pafos                                            |
| 3.º  | Olympiakos Nicosia                               |

## Sistema de competición
Los catorce equipos participantes jugaron entre sí todos contra todos dos veces totalizando 26 partidos cada uno, al término de la fecha 26 los seis primeros clasificados pasaron a integrar el Grupo campeonato, los otros seis integraron el Grupo descenso y los 2 últimos descendieron a la Segunda División de Chipre 2018-19.
En el grupo campeonato los seis clubes se volvieron a enfrentar entre sí, dos veces, totalizando 36 partidos cada uno, al término, el primer clasificado se coronó campeón y clasificó a la primera ronda de la Liga de Campeones 2018-19, mientras que el segundo y el tercer clasificado obtuvieron un cupo para la primera ronda de la Liga Europa 2018-19,
En el grupo descenso los seis clubes se volvieron a enfrentar entre sí, dos veces, totalizando 36 partidos cada uno, al término el último clasificado descendió a la Segunda División de Chipre 2018-19
Un tercer cupo para la segunda ronda de la Liga Europea 2018-19 fue asignado al campeón de la Copa de Chipre.

## Equipos participantes
| Club                   | Ciudad           | Estadio                      | Capacidad |
| ---------------------- | ---------------- | ---------------------------- | --------- |
| AEK Larnaca            | Larnaca          | Estadio GSZ                  | 13.032    |
| AEL Limassol           | Limassol         | Estadio Tsirion              | 13.331    |
| ALKI Oroklini          | Oroklini         | Estadio Ammochostos          | 5.500     |
| Anorthosis Famagusta   | Larnaca          | Estadio Antonis Papadopoulos | 10.230    |
| APOEL Nicosia          | Nicosia          | Estadio GSP                  | 22.859    |
| Apollon Limassol       | Limassol         | Estadio Tsirion              | 13.331    |
| Aris Limassol          | Limassol         | Estadio Tsirion              | 13.331    |
| Doxa Katokopias        | Katokopia        | Estadio Ammochostos          | 5,500     |
| Ermis Aradippou        | Larnaca          | Estadio Dimotiko Aradippou   | 2.000     |
| Ethnikos Achna         | Achna, Famagusta | Estadio Dasaki               | 4.000     |
| Nea Salamina Famagusta | Larnaca          | Estadio Ammochostos          | 5.500     |
| Olympiakos Nicosia     | Nicosia          | Estadio Makario              | 16.000    |
| Omonia Nicosia         | Nicosia          | Estadio GSP                  | 22.859    |
| Pafos                  | Pafos            | Estadio Pafiako              | 9.394     |

## Tabla de posiciones

### Temporada regular
| Pos. | Equipo                 | Pts. | PJ | G  | E | P  | GF | GC | Dif. | Clasificación 2018-19               |
| ---- | ---------------------- | ---- | -- | -- | - | -- | -- | -- | ---- | ----------------------------------- |
| 1    | APOEL Nicosia          | 63   | 26 | 20 | 3 | 3  | 72 | 25 | +47  | Ronda por el campeonato             |
| 2    | Apollon Limassol       | 61   | 26 | 18 | 7 | 1  | 67 | 15 | +52  | Ronda por el campeonato             |
| 3    | Anorthosis Famagusta   | 56   | 26 | 16 | 8 | 2  | 41 | 17 | +24  | Ronda por el campeonato             |
| 4    | AEK Larnaca            | 53   | 26 | 16 | 5 | 5  | 57 | 24 | +33  | Ronda por el campeonato             |
| 5    | AEL Limassol           | 48   | 26 | 14 | 6 | 6  | 35 | 17 | +18  | Ronda por el campeonato             |
| 6    | Omonia Nicosia         | 44   | 26 | 13 | 5 | 8  | 51 | 38 | +13  | Ronda por el campeonato             |
| 7    | Doxa Katokopias        | 34   | 26 | 10 | 4 | 12 | 35 | 40 | −5   | Ronda por la permanencia            |
| 8    | Ermis Aradippou        | 30   | 26 | 9  | 3 | 14 | 35 | 49 | −14  | Ronda por la permanencia            |
| 9    | Pafos                  | 26   | 26 | 6  | 8 | 12 | 23 | 38 | −15  | Ronda por la permanencia            |
| 10   | Nea Salamina Famagusta | 24   | 26 | 6  | 6 | 14 | 28 | 46 | −18  | Ronda por la permanencia            |
| 11   | Alki Oroklini          | 23   | 26 | 6  | 5 | 15 | 30 | 57 | −27  | Ronda por la permanencia            |
| 12   | Olympiakos Nicosia     | 20   | 26 | 4  | 8 | 14 | 22 | 55 | −33  | Ronda por la permanencia            |
| 13   | Aris Limassol          | 16   | 26 | 3  | 7 | 16 | 19 | 49 | −30  | Descenso a Segunda División 2018-19 |
| 14   | Ethnikos Achna         | 8    | 26 | 1  | 5 | 20 | 19 | 64 | −45  | Descenso a Segunda División 2018-19 |

Actualizado a los partidos jugados el 25 de febrero de 2018.
 Fuente: Soccerway
Criterios de clasificación: 1) Puntos; 2) puntos entre sí; 3) diferencia de goles; 4) Goles marcados.

### Tabla de resultados cruzados
| Local \ Visitante      | AEK | AEL | ALK | ANO | APO | APL | ARI | DOX | ERM | ETH | NEA | OLY | OMO | PAF |
| ---------------------- | --- | --- | --- | --- | --- | --- | --- | --- | --- | --- | --- | --- | --- | --- |
| AEK Larnaca            | —   | 1–0 | 2–1 | 1–1 | 3–1 | 1–1 | 4–1 | 4–0 | 1–1 | 6–1 | 2–0 | 2–0 | 5–0 | 2–0 |
| AEL Limassol           | 0–0 | —   | 3–0 | 0–1 | 0–0 | 1–1 | 1–0 | 1–0 | 1–0 | 3–0 | 3–1 | 3–0 | 2–3 | 0–1 |
| Alki Oroklini          | 0–1 | 2–4 | —   | 0–1 | 0–1 | 1–4 | 3–3 | 0–5 | 3–4 | 2–1 | 0–4 | 1–1 | 0–3 | 2–1 |
| Anorthosis Famagusta   | 3–1 | 1–1 | 2–1 | —   | 0–3 | 1–1 | 1–0 | 2–0 | 4–0 | 3–1 | 1–0 | 5–1 | 1–2 | 0–0 |
| APOEL Nicosia          | 3–1 | 2–1 | 4–0 | 0–1 | —   | 0–4 | 5–2 | 2–0 | 2–1 | 7–1 | 2–1 | 6–1 | 2–1 | 4–0 |
| Apollon Limassol       | 2–0 | 1–1 | 5–1 | 1–1 | 1–2 | —   | 1–0 | 4–2 | 4–2 | 3–0 | 5–0 | 5–0 | 1–0 | 6–0 |
| Aris Limassol          | 0–5 | 1–2 | 0–0 | 0–2 | 0–0 | 0–1 | —   | 1–0 | 0–2 | 2–1 | 1–1 | 0–1 | 2–2 | 0–6 |
| Doxa Katokopias        | 1–3 | 0–0 | 0–1 | 0–0 | 0–8 | 0–2 | 2–1 | —   | 2–1 | 4–2 | 4–1 | 3–1 | 1–2 | 1–1 |
| Ermis Aradippou        | 0–4 | 0–1 | 3–2 | 1–2 | 0–4 | 0–6 | 4–1 | 1–2 | —   | 2–0 | 2–1 | 4–0 | 2–1 | 2–0 |
| Ethnikos Achna         | 0–3 | 0–1 | 0–1 | 1–2 | 1–1 | 1–4 | 0–4 | 0–4 | 0–0 | —   | 0–3 | 1–2 | 2–2 | 3–0 |
| Nea Salamina Famagusta | 1–0 | 0–3 | 2–3 | 1–1 | 1–4 | 0–0 | 2–0 | 0–1 | 1–1 | 0–0 | —   | 2–0 | 1–3 | 3–0 |
| Olympiakos Nicosia     | 1–2 | 1–2 | 0–3 | 0–3 | 2–3 | 1–1 | 0–0 | 0–0 | 2–1 | 3–2 | 1–1 | —   | 2–3 | 0–0 |
| Omonia Nicosia         | 5–2 | 1–0 | 2–2 | 1–1 | 1–3 | 0–1 | 3–0 | 1–3 | 3–0 | 2–1 | 5–1 | 1–1 | —   | 3–0 |
| Pafos                  | 1–1 | 0–1 | 1–1 | 0–1 | 2–3 | 0–2 | 0–0 | 1–0 | 2–1 | 0–0 | 4–0 | 1–1 | 2–1 | —   |

## Ronda por el campeonato

### Clasificación
| Pos. | Equipo               | Pts. | PJ | G  | E  | P  | GF | GC | Dif. | Clasificación 2018–19                 |
| ---- | -------------------- | ---- | -- | -- | -- | -- | -- | -- | ---- | ------------------------------------- |
| 1    | APOEL Nicosia (C)    | 86   | 36 | 27 | 5  | 4  | 92 | 35 | +57  | Primera ronda de la Liga de Campeones |
| 2    | Apollon Limassol     | 82   | 36 | 25 | 7  | 4  | 90 | 26 | +64  | Primera ronda de la Liga Europea      |
| 3    | Anorthosis Famagusta | 69   | 36 | 19 | 12 | 5  | 53 | 29 | +24  | Primera ronda de la Liga Europea      |
| 4    | AEK Larnaca          | 68   | 36 | 20 | 8  | 8  | 74 | 39 | +35  | Segunda ronda de la Liga Europea      |
| 5    | AEL Limassol         | 58   | 36 | 17 | 7  | 12 | 47 | 38 | +9   |                                       |
| 6    | Omonia Nicosia       | 47   | 36 | 14 | 5  | 17 | 58 | 60 | −2   |                                       |

Actualizado a los partidos jugados el 13 de mayo de 2018.
 Fuente: Soccerway
Notas:
1. ↑  Tras ganar la Copa de Chipre el AEK Larnaca recibe un cupo para la Segunda ronda de la Liga Europea 2018-19.

### Tabla de resultados cruzados
| Local \ Visitante    | AEK | AEL | ANO | APO | APL | OMO |
| -------------------- | --- | --- | --- | --- | --- | --- |
| AEK Larnaca          | —   | 3–2 | 2–2 | 1–3 | 3–0 | 2–0 |
| AEL Limassol         | 3–2 | —   | 0–2 | 1–2 | 0–2 | 2–1 |
| Anorthosis Famagusta | 1–1 | 0–0 | —   | 0–0 | 1–2 | 2–1 |
| APOEL Nicosia        | 0–0 | 3–1 | 2–1 | —   | 2–1 | 4–1 |
| Apollon Limassol     | 3–0 | 5–1 | 3–1 | 4–2 | —   | 3–0 |
| Omonia Nicosia       | 1–3 | 1–2 | 1–2 | 0–2 | 1–0 | —   |

## Ronda por la permanencia

### Clasificación
| Pos. | Equipo                 | Pts. | PJ | G  | E | P  | GF | GC | Dif. | Clasificación 2018–19                            |
| ---- | ---------------------- | ---- | -- | -- | - | -- | -- | -- | ---- | ------------------------------------------------ |
| 1    | Nea Salamina Famagusta | 48   | 36 | 14 | 6 | 16 | 53 | 55 | −2   |                                                  |
| 2    | Ermis Aradippou        | 46   | 36 | 14 | 4 | 18 | 50 | 64 | −14  |                                                  |
| 3    | Doxa Katokopias        | 46   | 36 | 14 | 4 | 18 | 54 | 63 | −9   |                                                  |
| 4    | Pafos                  | 42   | 36 | 11 | 9 | 16 | 36 | 51 | −15  |                                                  |
| 5    | Alki Oroklini          | 33   | 30 | 11 | 0 | 19 | 48 | 73 | −25  |                                                  |
| 6    | Olympiakos Nicosia     | 24   | 36 | 5  | 9 | 22 | 34 | 81 | −47  | Descenso a la Segunda División de Chipre 2018-19 |

Actualizado a los partidos jugados el 13 de mayo de 2018.
 Fuente: Soccerway

### Tabla de resultados cruzados
| Local \ Visitante      | ALK | DOX | ERM | NEA | OLY | PAF |
| ---------------------- | --- | --- | --- | --- | --- | --- |
| Alki Oroklini          | —   | 1–3 | 2–3 | 1–0 | 3–1 | 3–0 |
| Doxa Katokopias        | 4–3 | —   | 2–3 | 2–6 | 5–0 | 0–3 |
| Ermis Aradippou        | 0–1 | 2–1 | —   | 0–1 | 3–2 | 0–1 |
| Nea Salamina Famagusta | 4–0 | 4–1 | 2–0 | —   | 3–1 | 1–3 |
| Olympiakos Nicosia     | 0–3 | 0–1 | 3–3 | 0–2 | —   | 3–0 |
| Pafos                  | 1–1 | 1–0 | 0–1 | 1–2 | 3–2 | —   |

## Goleadores
- Actualizado al 5 de mayo 2018
| Pos. | Jugador            | Club             | Goles |
| ---- | ------------------ | ---------------- | ----- |
| 1    | Matt Derbyshire    | Omonia Nicosia   | 23    |
| 2    | Florian Taulemesse | AEK Larnaca      | 22    |
| 3    | Fabrício           | Alki Oroklini    | 20    |
| 4    | Berat Sadik        | Doxa Katokopias  | 18    |
| 5    | Emilio Zelaya      | Apollon Limassol | 17    |
| 6    | Anton Maglica      | Apollon Limassol | 16    |
| 7    | Igor de Camargo    | APOEL Nicosia    | 15    |
| 7    | Fotios Papoulis    | Apollon Limassol | 15    |
| 9    | Ivan Tričkovski    | AEK Larnaca      | 11    |
| 9    | Acorán             | AEK Larnaca      | 11    |